# Domeniul feudal

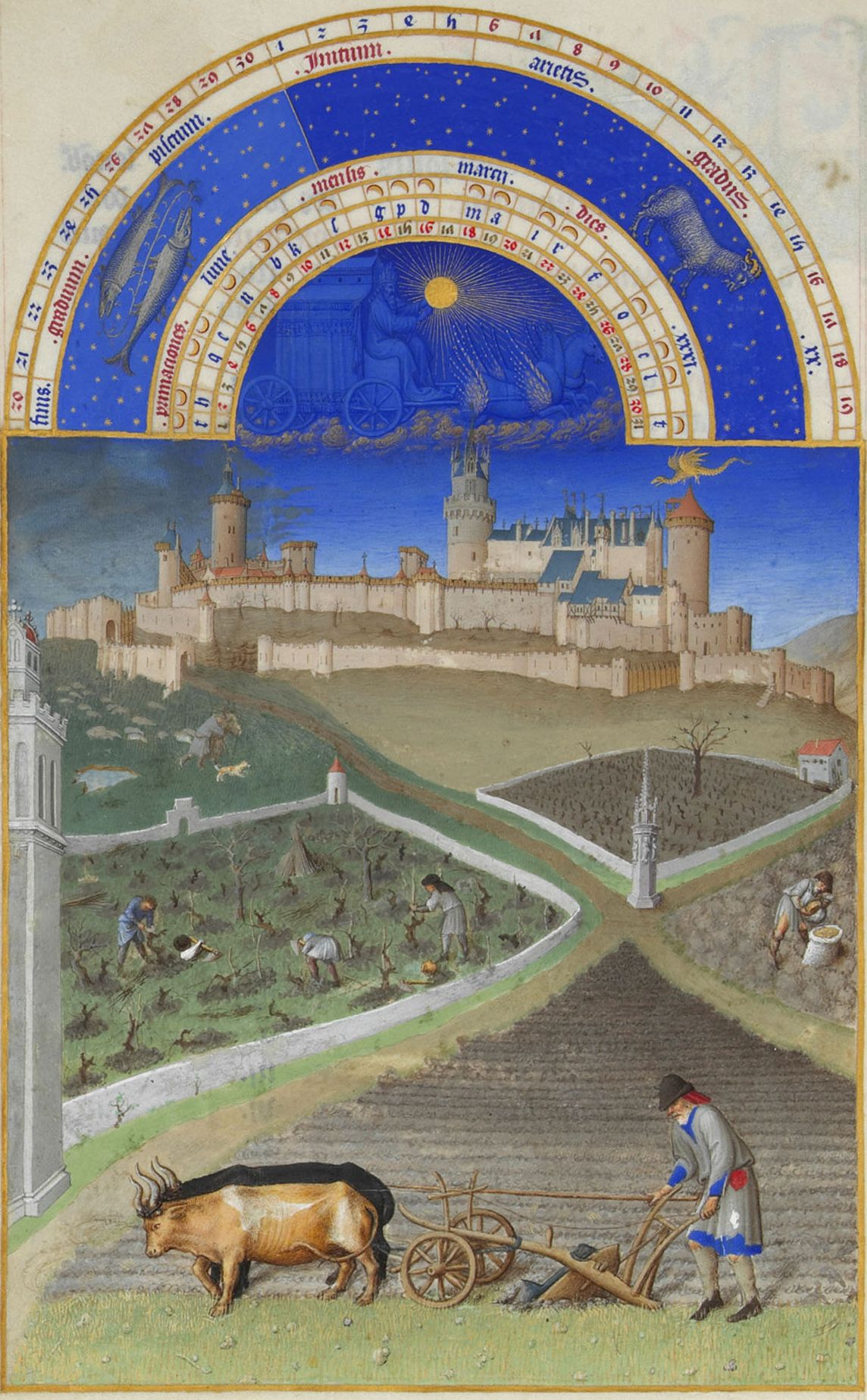
Munci agricole pe un domeniu feudal

Domeniul feudal era o formă de proprietate imobiliară specifică Evului Mediu.

## Seniorul feudal
Invaziile repetate asupra Occidentului din secolele IX-X au desființat structurile administrative carolingiene și au dispersat autoritatea publică. Regii erau incapabili să-și protejeze supușii, iar șefii militari și funcționarii deveneau tot mai puternici. Populația, rămânând neprotejată, s-a grupat în jurul celor care reușeau să o apere mai bine de jafurile migratorilor. Aceștia erau proprietarii marilor domenii, numiți seniori.

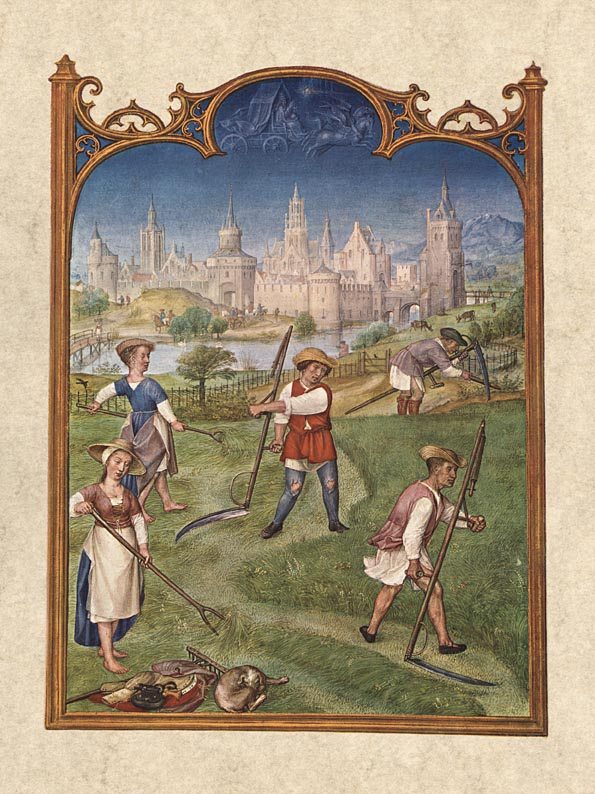
Munci agricole

## Castelul feudal
Castelul feudal era puterea militară a seniorului. Castelul conținea: șanțuri de apă, pentru ca inamicii să nu pătrundă cu ușurință în castel, poduri mobile, turnuri de apărare, locuința seniorului sau donjon, locuința slugilor, magazii și grajduri pentru animale.

## Proprietatea feudală în Țările Române
Odată cu formarea statelor feudale și organizarea instituției domniei, unei părți a nobilimii prestatale i s-au confirmat, prin acte scrise emise de cancelaria domnească, drepturile sale funciare.
Indiferent dacă era vorba de proprietatea domnească, boierească, mănăstirească, domeniul feudal era format din două părți:
- una redusă ca proporții în secolele XIV-XV, pusă în valoare de țăranii dependenți pe baza muncii sub forma clacă;
- este formată din vetrele satelor, terenuri agricole, pășuni și păduri.